# Назаров, Вячеслав Алексеевич
Вячесла́в Алексе́евич Наза́ров (22 сентября 1935, Орёл — 20 июня 1977, Красноярск) — русский писатель-фантаст, поэт-шестидесятник. За неполных сорок два года жизни автор успел выпустить 4 сборника стихов и написать несколько фантастических повестей и рассказов. Наиболее известные фантастические произведения Назарова — повести «Зелёные двери Земли» (другое название — «Бремя Равных»), «Силайское яблоко», «Восстание супров».

## Биография
Отец будущего писателя, Алексей Иванович Назаров (1900—1980), происходил из орловских крестьян. Участвовал в Гражданской войне на стороне красных, в частности, в штурме Перекопа. Впоследствии закончил рабфак, Тимирязевскую академию; занимался организацией сельского хозяйства в Орловской области. Мать — Анна Михайловна Назарова (1908—1989) — учительница начальных классов.
С началом Великой Отечественной войны в 1941 году, семья не смогла эвакуироваться из-за болезни Анны Михайловны. До 1943 года семья Назаровых находилась в деревне Желябуга Орловской области — на территории, оккупированной немецко-фашистскими захватчиками.
После освобождения Орла Советской армией, в сентябре 1943 года Вячеслав поступил в школу № 26, которую закончил в 1953 году с золотой медалью. Ещё в школе он увлекался чтением и сочинительством — писал стихи, рассказы, рецензии на фильмы. Первая публикация стихов Вячеслава Назарова появилась в 1953 году в орловской газете.
В том же году Вячеслав Назаров поступил в Московский государственный университет на факультет журналистики. Во время учёбы интересовался русской и зарубежной литературой конца XIX — начала XX века, в особенности — творчеством Александра Блока и Генрика Ибсена; произведения последнего были темой дипломной работы Назарова. Вяч. Назаров был участником литературного объединения поэтов МГУ и подвергался критике за свои стихи, посвящённые поэтам Серебряного века и художникам-импрессионистам (как «оторванные от жизни» и «эстетские», далёкие от социалистического реализма). В 1956—1958 годах Назаровым были созданы поэмы («На грани», «Чёрное солнце», «Антей», «XX век»), которые пользовались популярностью в студенческой среде.
После окончания университета, осенью 1958 года Вячеслав Назаров был распределён в Красноярск, где работал редактором в только что организованной Красноярской студии телевидения. С 1961 по 1967 годы был режиссёром краевого телевидения.
В 1959 году вышла «самиздатовская» книга стихов Вячеслава Назарова, названная «Сирень на камне». Помимо произведений университетского периода, в неё вошли и стихи, созданные уже в Сибири и о Сибири. В июне того же года стихотворение «Земные звёзды», посвящённое строителям Красноярской ГЭС, было опубликовано в газете «Красноярский рабочий»; после чего стихи, очерки и рецензии Назарова стали регулярно появляться в краевой прессе. Стихи Вячеслава Назарова печатались и в таких «центральных» журналах, как «Юность», «Смена», «Молодая гвардия» и др.
В 1960 году вышла первая книга писателя — сборник стихов «Сирень под солнцем» (Красноярское книжное издательство), в который вошло 21 стихотворение. Четырьмя годами позже появился второй сборник стихов, «Соната».
В сентябре 1965 года Вячеслав Назаров участвовал в работе совещания молодых писателей Сибири и Дальнего Востока в Чите. Его стихи получили высокую оценку, и в феврале 1966 года Назаров был принят в Союз писателей СССР.
Как режиссёр-кинодокументалист краевого телевидения, Вячеслав Назаров много путешествовал, побывав в Эвенкии, Туве и Хакасии, в Норильске, на строительстве Ачинского глинозёмного комбината. Эти поездки нашли отражение в стихах и фильмах Вячеслава Алексеевича.
В 1967 году за фильм «Память» был награждён Дипломом I степени центрального штаба Всесоюзного похода комсомольцев и молодежи по местам революционной, боевой и трудовой славы. Документальные фильмы о Красноярском крае, созданных при участии Назарова, демонстрировались по центральному телевидению. Однако в том же году Вячеслав Назаров ушел из студии и сосредоточился на литературной работе.
В 1968 году в Красноярске вышел его новый сборник «Формула радости». Вячеслав Назаров стал лауреатом премии Красноярского комсомола. Был избран членом бюро краевой писательской организации, членом редколлегии журнала «Енисей».
В 1969 году в том же Красноярске вышла следующая книга Вячеслава Назарова, «Дорога памяти» — литературная запись воспоминаний подполковника запаса И. Сенкевича о боевом пути 17-й Гвардейской Красноярской стрелковой дивизии. В 1975 году эта книга была переиздана под названием «Красноярская гвардейская».
В 1974 году Назаровым написана повесть «Добрая воля Сибири», посвящённая воинам-сибирякам 78-й добровольческой бригады и изданная в 1975 году в сборнике «Особые добровольческие» издательства «Советская Россия».
Однако, пожалуй, наибольшую известность получили фантастические произведения писателя. Первое из них, «Нарушитель», было опубликовано в 1968 году в журнале «Енисей». Там же впервые была напечатана и повесть «Игра для смертных» (1969). В 1970—1971 годах Назаровым были написаны повести «Синий дым» и «Двойное зеркало».
В 1972 году писателю была сделана тяжёлая операция на сердце. В том же году в Красноярске вышла его книга «Вечные паруса», также в жанре фантастики. Писатель перерабатывает повести «Двойное зеркало» (получила новое название — «Бремя Равных»; вариант названия — «Зелёные двери Земли»); «Восстание супров» и «Силайское яблоко».
В январе 1976 года Вячеслав Назаров принял участие в работе Всесоюзного совещания писателей-фантастов в Москве. В этом же году в издательстве «Молодая гвардия» вышел сборник «Зелёный поезд», в который вошли и произведения Вячеслава Алексеевича.
Несмотря на перенесённую операцию, здоровье Вячеслава Назарова ухудшалось. Друзья устроили его в институт кардиологии в Обнинске, но врачи ничего не смогли сделать…
20 июня 1977 года, на 42-м году жизни, Вячеслав Алексеевич Назаров скончался в Красноярске. У него остались жена Тамара и сын Юлий.
Могила поэта и писателя находится на склоне высокой горы. На ней установлен памятник — в раскрытую бронзовую книгу вписаны строки последнего стихотворения Вячеслава Назарова :
«Удел человечий светел,
И все мы — в том и секрет —
Единственные на свете;
И всем нам повтора нет…»
В 1978 году в издательстве «Молодая гвардия» вышла книга писателя «Зелёные двери Земли», а в Красноярске — «Бремя Равных». В них впервые были опубликованы «Восстание супров» и «Силайское яблоко».
В 80-е — 90-е годы рассказы и повести Вячеслава Назарова переиздавались отдельными книгами, в сборниках и сериях «Библиотека фантастики» в России и за рубежом.

### Журнальные публикации
- Нарушитель. / Фантастический рассказ. — журнал «Енисей», 1968, № 3
- Игра для смертных. / Фантастическая повесть. — журнал «Енисей», 1969, № 4
- Синий дым. / Фантастическая повесть. — журнал «Енисей», 1970, № 6 – 1971, № 1
- Зелёные двери Земли. / Фантастическая повесть.  Рисунки Ю.Макарова. — приложение «Искатель», 1977, № 4–5
- Восстание супров. / Фантастический рассказ. — журнал «Енисей», 1978, № 1

### Книги
- Сирень под солнцем. / Стихи. — Красноярск, 1960
- Соната. / Стихи. — Красноярск, 1964
- Формула радости. / Стихи. — Красноярск, 1968
- Вечные паруса. / Фантастические повести. — Красноярск: Книжное издательство, 1972, 384 с., 30 000 экз.
- Световод. / Стихи. — Красноярск, 1973
- Добрая воля Сибири. / Повесть. — Красноярск, 1975
- Бремя Равных. / Фантастические повести. Худ. Вик.Канышев. — Красноярск: Книжное издательство, 1978, 328 с., 40 000 экз.
- Зелёные двери Земли. / Повести. — М.: Молодая гвардия, 1978, 307 с., 100 000 экз. (серия «Библиотека советской фантастики»)
- Дороги надежд. / Повести. — М.: Молодая гвардия, 1982, 304 с., 100 000 экз. (серия «Библиотека советской фантастики»)
- Бремя Равных. Синий дым. Силайское яблоко. / Научно-фантастические повести. Предисл. Д. Жукова. — Красноярск: Книжное издательство, 1985, 424 с., 50 000 экз. (серия «Писатели на берегах Енисея»)
- Зелёные двери Земли. / НФ повесть. — М.: Молодая гвардия, 1985, 192 с., 100 000 экз. (серия «Библиотека советской фантастики»)
- Световод. / Стихи, поэмы. — Красноярск, 1988.
- Бремя равных-Силайское яблоко-Синий дым./ Фантастические повести — Красноярск, ИД «Класс плюс», 2016, 380 с.,1150 экз. (серия «Литературное наследие Красноярья»)
- Теория невероятности./ Стихи, поэмы. — Красноярск, «Палитра», 2018, 288 с., 100 экз.